# Tienen
Tienen /ˈtiːnən/ (in francese Tirlemont /tiʁlˈmõ/) è una città belga di 32 083 abitanti nelle Fiandre (Brabante Fiammingo).
È famosa soprattutto per la produzione dello zucchero, tanto da essere soprannominata la "ville sucrière" (la città di zucchero).